# Otomani, Bihor
Otomani (în maghiară Ottomány, în germană Altmannsdorf, în traducere „Satul [celor] vechi”, literal „Satul bătrânilor”) este un sat în comuna Sălacea din județul Bihor, Crișana, România.
A dat numele culturii Otomani, cultură din epoca bronzului (2100-1700 î.Hr.) cu arie largă de răspândire (nordul Crișanei, bazinul inferior al Someșului, Câmpia Tisei și estul Slovaciei).

## Monumente
- Biserică reformată cu elemente de arhitectură romanică, păstrate din perioada de dinaintea Reformei protestante
- Curia Komarony, monument istoric[1]